# Norops pygmaeus
Norops pygmaeus är en ödleart som beskrevs av  Álvarez Del TORO och SMITH 1956. Norops pygmaeus ingår i släktet Norops och familjen Polychrotidae. IUCN kategoriserar arten globalt som starkt hotad. Inga underarter finns listade i Catalogue of Life.